# Tia (djur)
För andra betydelser, se Tia.
Tia är ett släkte av fjärilar. Tia ingår i familjen vecklare.
Kladogram enligt Catalogue of Life:
| Tia | \| \| Tia enervana \| \| \| \| \| \| Tia vulgana \| \| \| \| |
|     | \| \| Tia enervana \| \| \| \| \| \| Tia vulgana \| \| \| \| |
|     | Tia enervana                                                 |
|     |                                                              |
|     | Tia vulgana                                                  |
|     |                                                              |